# Accordion Player
Accordion Player (česky Harmonikář) je britský němý film z roku 1888. Režisérem je Louis Aimé Augustin Le Prince (1842–1890). Film trvá necelou minutu.

## Děj
Film zachycuje muže, jak hraje na akordeon.

## Obsazení
| Adolphe Le Prince | muž |